# Arbetaralliansen

Logo

Arbetaralliansen (Ma'arakh HaAvoda) var en valallians mellan de två israeliska vänsterpartierna 
Mapai och Arbetarenhet-Arbetare i Sion, bildad 1965.
Denna paraplyorganisation bildades för att kunna matcha det nya högerpartiet Gahal, bildat genom samgående mellan Herut och Liberala Partiet.
I valet 1965 fick Arbetaralliansen 36,7 % av rösterna och 45 platser (av 120) i Knesset. Partiledaren Levi Eshkol bildade därefter en koalitionsregering som, förutom Arbetaralliansen, kom att bestå av det Nationalreligiösa Partiet, Mapam, de Oberoende Liberalerna, Agudat Israeliska Arbetare och två arabiska partier: Framsteg och utveckling och Samarbete och broderskap.
Efter sexdagarskriget i juni 1967 bjöds även Rafi och Gahal in i samlingsregeringen.
1968 gick Arbetaralliansen samman med Mapam och Rafi och bildade Alliansen.